# Zabridkî, Novi Sanjarî
Zabridkî (în ucraineană Забрідки) este un sat în comuna Leliuhivka din raionul Novi Sanjarî, regiunea Poltava, Ucraina.

## Demografie
Componența lingvistică a localității Zabridkî
     Ucraineană (93,25%)
     Rusă (3,05%)
     Alte limbi (0,87%)
Conform recensământului din 2001, majoritatea populației localității Zabridkî era vorbitoare de ucraineană (93,25%), existând în minoritate și vorbitori de rusă (3,05%) și armeană (1,74%).